# Curling-Weltmeisterschaft der Damen 2018
Die Curling-Weltmeisterschaft der Damen 2018 (offiziell: Ford World Women’s Curling Championship 2018) fand vom 17. bis 25. März in North Bay (Ontario), Kanada statt. Spielstätte war North Bay Memorial Gardens.
Anders als in den Vorjahren nahmen nicht 12, sondern 13 Mannschaften teil. Zugleich wurde ein neues Playoff-Format eingeführt, für das sich die sechs besten Mannschaften der Round Robin qualifizierten. Dabei zogen die beiden Erstplatzierten jeweils in das Halbfinale ein. Um die verbleibenden beiden Halbfinalplätze spielten die übrigen vier Teams in zwei Qualifikationsspielen, bei denen der 3. gegen den 6. und der 4. gegen den 5. antrat. Weltmeister wurde Kanada mit Skip Jennifer Jones.

## Qualifikation
Die folgenden Nationen qualifizierten sich für eine Teilnahme:
- Kanada (ausrichtende Nation)
- ein Team aus der Amerika-Zone
  -  Vereinigte Staaten
- die acht besten Teams der Curling-Europameisterschaft 2017
  -  Dänemark
  -  Deutschland
  -  Italien
  -  Russland
  -  Schottland
  -  Schweden
  -  Schweiz
  -  Tschechien
- die drei besten Teams der Curling-Pazifik-Asienmeisterschaft 2017
  -  Volksrepublik China
  -  Japan
  -  Südkorea

## Teams
| Volksrepublik China | Dänemark | Deutschland | Italien |
| --- | --- | --- | --- |
| Harbin CC, Harbin Skip: Jiang Yilun Third: Wang Rui Second: Jiang Xindi Lead: Yan Hui Alternate: Yao Mingyue                                | Hvidovre CC, Hvidovre Skip: Angelina Jensen Third: Christine Grønbech Second: Camilla Jensen Lead: Lina Knudsen Alternate: Ivana Bratic   | CC Füssen, Füssen Skip: Daniela Jentsch Third: Emira Abbes Second: Josephine Obermann Lead: Analena Jentsch Alternate Pia-Lisa Schöll                   | CC Lago Santo, Cembra Skip: Diana Gaspari Third: Veronica Zappone Second: Stefania Constantini Lead: Angela Romei Alternate: Chiara Olivieri |
| Japan | Kanada | Russland | Schottland |
| Yamanakako CC, Yamanashi Skip: Tori Koana Third: Yuna Kotani Second: Mao Ishigaki Lead: Arisa Kotani Alternate: Kaho Onodera                | St. Vital CC, Winnipeg Skip: Jennifer Jones Third: Kaitlyn Lawes Second: Jill Officer Lead: Dawn McEwen Alternate: Shannon Birchard       | CC Adamant, Sankt Petersburg Skip: Wiktorija Moissejewa Third: Julija Portunowa Second: Galina Arsenkina Lead: Julija Gusijowa Alternate: Anna Sidorowa | Lochmaben Castle CC, Lockerbie Skip: Hannah Fleming Third: Jennifer Dodds Second: Alice Spence Lead: Vicky Wright Alternate: Sophie Jackson  |
| Schweden | Schweiz | Südkorea | Tschechien |
| Sundybergs CK, Sundbyberg Skip: Anna Hasselborg Third: Sara McManus Second: Agnes Knochenhauer Lead: Sofia Mabergs Alternate: Jennie Wåhlin | CC Flims, Flims Skip: Binia Feltscher-Beeli Third: Irene Schori Second: Franziska Kaufmann Lead: Carole Howald Alternate: Raphaela Keiser | GyeongBuk Uiseong CC, Uiseong Skip: Kim Eun-jung Third: Kim Kyeong-ae Second: Kim Seon-yeong Lead: Kim Yeong-mi Ersatz: Kim Cho-hi                      | CC Sokol Liboc, Prag Skip: Anna Kubešková Third: Alžběta Baudyšová Second: Tereza Plíšková Lead: Klára Svatoňová Alternate: Ezhen Kolčevská  |
| Vereinigte Staaten | | | |
| Four Seasons CC, Blaine Skip: Jamie Sinclair Third: Alexandra Carlson Second: Vicky Persinger Lead: Monica Walker Alternate: Jenna Martin   | | | |

## Round Robin Endstand
| Schlüssel | Schlüssel                     |
| --------- | ----------------------------- |
|           | Qualifiziert für die Playoffs |

| Rang | Team                | Skip                  | W  | L  | PF  | PA | Ends Gewonnen | Ends Verloren | Punktlose Ends | Gestohlene Ends | Treffer %. | DSC   |
| ---- | ------------------- | --------------------- | -- | -- | --- | -- | ------------- | ------------- | -------------- | --------------- | ---------- | ----- |
| 1    | Kanada              | Jennifer Jones        | 12 | 0  | 102 | 54 | 52            | 43            | 4              | 14              | 85 %       | 21.72 |
| 2    | Schweden            | Anna Hasselborg       | 10 | 2  | 82  | 59 | 49            | 38            | 11             | 13              | 88 %       | 30.32 |
| 3    | Südkorea            | Kim Eun-jung          | 8  | 4  | 79  | 59 | 42            | 35            | 2              | 17              | 82 %       | 43.45 |
| 4    | Russland            | Wiktorija Moissejewa  | 7  | 5  | 83  | 60 | 48            | 40            | 10             | 14              | 84 %       | 24.44 |
| 5    | Tschechien          | Anna Kubešková        | 6  | 6  | 75  | 75 | 38            | 39            | 9              | 6               | 79 %       | 62.09 |
| 6    | Vereinigte Staaten  | Jamie Sinclair        | 6  | 6  | 78  | 67 | 52            | 45            | 11             | 14              | 84 %       | 34.97 |
| 7    | Volksrepublik China | Jiang Yilun           | 6  | 6  | 76  | 93 | 43            | 48            | 5              | 8               | 77 %       | 61.42 |
| 8    | Schweiz             | Binia Feltscher-Beeli | 5  | 7  | 64  | 78 | 42            | 43            | 9              | 9               | 78 %       | 42.26 |
| 9    | Schottland          | Hannah Fleming        | 5  | 7  | 67  | 76 | 43            | 42            | 6              | 15              | 77 %       | 59.92 |
| 10   | Japan               | Tori Koana            | 5  | 7  | 72  | 82 | 45            | 43            | 7              | 8               | 79 %       | 39.62 |
| 11   | Dänemark            | Angelina Jensen       | 3  | 9  | 63  | 95 | 40            | 53            | 3              | 10              | 75 %       | 64.46 |
| 12   | Deutschland         | Daniela Jentsch       | 3  | 9  | 59  | 79 | 36            | 48            | 13             | 5               | 77 %       | 68.4  |
| 13   | Italien             | Diana Gaspari         | 2  | 10 | 59  | 90 | 41            | 51            | 10             | 13              | 76 %       | 49.27 |

## Playoffs
|  | Qualifikationsspiele | Qualifikationsspiele | Qualifikationsspiele |  |  | Halbfinale | Halbfinale         | Halbfinale |  |   | Finale           | Finale             | Finale           |
|  |                      |                      |                      |  |  |            |                    |            |  |   |                  |                    |                  |
|  |                      |                      |                      |  |  | 1          | Kanada             | 9          |  |   |                  |                    |                  |
|  | 3                    | Südkorea             | 3                    |  |  | 6          | Vereinigte Staaten | 7          |  |   |                  |                    |                  |
|  | 6                    | Vereinigte Staaten   | 10                   |  |  |            |                    |            |  | 1 | Kanada           | 7                  |                  |
|  |                      |                      |                      |  |  |            |                    |            |  | 2 | Schweden         | 6                  |                  |
|  |                      |                      |                      |  |  | 2          | Schweden           | 7          |  |   |                  |                    |                  |
|  | 4                    | Russland             | 7                    |  |  | 4          | Russland           | 6          |  |   | Spiel um Platz 3 | Spiel um Platz 3   | Spiel um Platz 3 |
|  | 5                    | Tschechien           | 3                    |  |  |            |                    |            |  |   | 4                | Russland           | 6                |
|  |                      |                      |                      |  |  |            |                    |            |  |   | 6                | Vereinigte Staaten | 5                |

### Qualifikationsspiele
Samstag, 24. März, 09:00
| Team       |    | 1 | 2 | 3 | 4 | 5 | 6 | 7 | 8 | 9 | 10 | Gesamt |
| ---------- | -- | - | - | - | - | - | - | - | - | - | -- | ------ |
| Russland   | 🔨 | 0 | 0 | 0 | 2 | 1 | 0 | 2 | 1 | 1 | X  | 7      |
| Tschechien |    | 0 | 0 | 0 | 0 | 0 | 3 | 0 | 0 | 0 | X  | 3      |

| Team               |    | 1 | 2 | 3 | 4 | 5 | 6 | 7 | 8 | 9 | 10 | Gesamt |
| ------------------ | -- | - | - | - | - | - | - | - | - | - | -- | ------ |
| Südkorea           | 🔨 | 1 | 0 | 0 | 1 | 0 | 0 | 0 | 1 | 0 | X  | 3      |
| Vereinigte Staaten |    | 0 | 1 | 0 | 0 | 1 | 0 | 1 | 0 | 7 | X  | 10     |

### Halbfinale
Samstag, 24. März, 14:00
| Team               |    | 1 | 2 | 3 | 4 | 5 | 6 | 7 | 8 | 9 | 10 | Gesamt |
| ------------------ | -- | - | - | - | - | - | - | - | - | - | -- | ------ |
| Kanada             | 🔨 | 3 | 0 | 2 | 0 | 1 | 0 | 1 | 0 | 0 | 2  | 9      |
| Vereinigte Staaten |    | 0 | 1 | 0 | 1 | 0 | 2 | 0 | 2 | 1 | 0  | 7      |

| Team     |    | 1 | 2 | 3 | 4 | 5 | 6 | 7 | 8 | 9 | 10 | Gesamt |
| -------- | -- | - | - | - | - | - | - | - | - | - | -- | ------ |
| Schweden | 🔨 | 2 | 0 | 0 | 1 | 0 | 2 | 0 | 2 | 0 | 0  | 7      |
| Russland |    | 0 | 2 | 0 | 0 | 0 | 0 | 1 | 0 | 2 | 1  | 6      |

### Spiel um Platz 3
Sonntag, 25. März, 10:00
| Team               |    | 1 | 2 | 3 | 4 | 5 | 6 | 7 | 8 | 9 | 10 | Gesamt |
| ------------------ | -- | - | - | - | - | - | - | - | - | - | -- | ------ |
| Russland           | 🔨 | 0 | 0 | 2 | 0 | 0 | 0 | 0 | 2 | 0 | 2  | 6      |
| Vereinigte Staaten |    | 0 | 1 | 0 | 0 | 1 | 1 | 0 | 0 | 2 | 0  | 5      |

### Finale
Sonntag, 25. März, 15:00
| Team     |    | 1 | 2 | 3 | 4 | 5 | 6 | 7 | 8 | 9 | 10 | 11 | Gesamt |
| -------- | -- | - | - | - | - | - | - | - | - | - | -- | -- | ------ |
| Schweden |    | 0 | 0 | 0 | 0 | 3 | 0 | 1 | 0 | 0 | 2  | 0  | 6      |
| Kanada   | 🔨 | 0 | 0 | 0 | 2 | 0 | 2 | 0 | 0 | 2 | 0  | 1  | 7      |

## Endstand
| Platz | Land                |
| ----- | ------------------- |
| 1     | Kanada              |
| 2     | Schweden            |
| 3     | Russland            |
| 4     | Vereinigte Staaten  |
| 5     | Südkorea            |
| 6     | Tschechien          |
| 7     | Volksrepublik China |
| 8     | Schweiz             |
| 9     | Schottland          |
| 10    | Japan               |
| 11    | Dänemark            |
| 12    | Deutschland         |
| 13    | Italien             |